# Ómicron Puppis
Ómicron Puppis (ο Pup / HD 63462 / HR 3034) es una estrella en la constelación de Puppis de magnitud aparente +4,50.
Se encuentra aproximadamente a 1400 años luz del sistema solar.
Ómicron Puppis es una subgigante azul de tipo espectral B1IV:nne.
Como otras estrellas de sus mismas características, rota muy deprisa, a la enorme velocidad de rotación de 514 km/s.
Se piensa que su eje de rotación está perpendicular a nosotros, por lo que dicha cifra corresponde a la velocidad real, la cual no está lejos de la velocidad crítica de 545 km/s, por encima del cual la estrella se disgregaría.
Además, la rápida rotación distorsiona la forma de la estrella, no siendo ésta esférica sino elipsoidal. Por ello, la temperatura superficial de la estrella resulta difícil de definir ya que, debido al oscurecimiento gravitatorio, la temperatura en los polos es mayor que en el ecuador. Una vez considerado este aspecto, la temperatura efectiva de Ómicron Puppis se cifra en 30.685 K.
Ómicron Puppis tiene una masa aproximada de 18,5 masas solares y es 4080 veces más luminosa que el Sol.
Está catalogada como estrella Be; éstas son estrellas de tipo B que rotan muy deprisa y se hallan rodeadas por un disco ecuatorial de gas originado por la pérdida de masa estelar.
La materia expulsada provoca variaciones en el brillo de Ómicron Puppis de 0,3 magnitudes aproximadamente.